# Brogueira
Brogueira is een plaats (freguesia) in de Portugese gemeente Torres Novas en telt 1065 inwoners (2001).

## Geboren
- Humberto Delgado (1906-1965), generaal en politicus